# Вуци и овце
„Вуци и овце” је југословенски ТВ филм из 1976. године. Режирао га је Александар Мандић а сценарио је написан по делу Николаја Островског.

## Улоге
| Глумац                     | Улога |
| -------------------------- | ----- |
| Војислав Воја Брајовић     |       |
| Бранко Цвејић              |       |
| Рада Ђуричин               |       |
| Љиљана Крстић              |       |
| Невенка Микулић            |       |
| Драгољуб Милосављевић Гула |       |
| Бранка Петрић              |       |
| Славко Симић               |       |
| Младен Млађа Веселиновић   |       |
| Стево Жигон                |       |